# Ein Herz wird wieder jung
Ein Herz wird wieder jung ist ein österreichischer Fernsehfilm von Heide Pils aus dem Jahr 1999 mit Otto Schenk, Annika Pages und Tobias Moretti. Bei dem Film handelt es sich um die Neuverfilmung der deutschen Filmkomödie Altes Herz wird wieder jung (1942) mit Emil Jannings.

## Handlung
Friedrich Hoffmann ist der Direktor der Wiener Süßwarenfabrik und Konditoreikette Mona, seine Neffen Oskar und Theodor sind dort leitende Angestellte und Anteilseigner. Eines Tages kauft Friedrich das Konkurrenzunternehmen Schokospaß, allerdings setzt er zum Missfallen seiner beiden Neffen Dr. Paul Degenhart als Geschäftsführer ein.
Außerdem taucht Susanne Arnold in seinem Büro auf, indem sie sich an seiner Chefsekretärin Rosalinde Flieder vorbeischwindelt, und erklärt ihm, dass sie seine Enkelin sei. Sie übergibt ihm einen Brief ihrer kürzlich verstorbenen Großmutter Elisabeth Arnold, der Jugendliebe von Friedrich Hoffmann. Er hatte sie „Mona Lisa“ oder manchmal auch nur „Mona“ genannt und danach sein Unternehmen benannt. Ihr gemeinsamer Sohn, von dem er nichts wusste, war vor 10 Jahren gestorben. 
Mit seiner Tarockrunde bestehend aus Dr. Hahn und Prof. Tischbein sowie seinem Diener und Chauffeur Wenzel macht sich Friedrich Gedanken, ob Susanne eine Betrügerin sein könnte, die Geld von ihm möchte. Friedrich beauftragt daher Paul, mehr über Susanne herauszufinden. Der delegiert den Auftrag an Rosalinde Flieder, die wiederum ihren Cousin Schachermayer als Detektiv engagiert.
Zwischenzeitlich bewirbt sich Susanne auf eine Zeitungsannonce bei Schokospaß als Assistentin des Geschäftsführers und erhält prompt die Stelle. Paul ist von Susanne von Beginn an begeistert, auf einer Geschäftsreise nach Budapest, wo sie sich mit dem Geschäftspartner Gesa Rottwanier treffen, kommen sich die beiden näher. Susanne wohnt mit dem angehenden Architekten Toni sowie Elvira in einer Wohngemeinschaft. Dort lernen sich Toni und Friedrich Hoffmann kennen, der Toni mit einem Konzept für die Mona-Filialen beauftragt. In der Zentrale der Mona lernt Toni Lilo Hoffmann kennen, mit der eine Beziehung beginnt.
Nachdem Paul der Meinung ist, dass auch Friedrich ein Auge auf Susanne geworfen hat, wird er eifersüchtig. Susanne und Friedrich können das Missverständnis aber bald aufklären. Die Neffen sowie deren Ehefrauen Jenny und Irene sind währenddessen davon überzeugt, dass Susanne sowohl Friedrich als auch Paul den Kopf verdreht hat, und fürchten um ihr Erbe. Bei einem Familientreffen stellt Friedrich schließlich seiner versammelten Verwandtschaft Susanne Arnold als seine Enkelin vor.

## Produktion und Hintergrund
Die Dreharbeiten fanden 1997 in Kärnten am Wörthersee, in Klagenfurt und in Villach, in Wien und in Budapest statt. Produziert wurde der Film von der österreichischen Wörthersee Filmproduktion GmbH (WTS). im Auftrag des ORF. Die Aufnahmeleitung hatte Thomas Hroch (Assistenz Carsten Martin und David Spiehs), die Produktionsleitung Erich Tomek.
Die Kamera führte Wolfgang Simon, die Montage verantwortete Juno Sylva Englander, die Musik schrieben Hannes König und Andreas Vanura. Den Ton gestalteten Simon Buchner, Bert Roth und Herbert Giesser, die Maske Birgit Beranek und Adolf Uhrmacher, das Szenenbild Walter Dreier und das Kostümbild Andrea Hammer.
Im Film wird eine Aufnahme von La Traviata aus der Wiener Staatsoper mit Nancy Gustafson und Vincenzo La Scola gezeigt.
Bei dem Film handelt es sich um die Neuverfilmung der deutschen Filmkomödie Altes Herz wird wieder jung aus dem Jahr 1942 mit Emil Jannings (Friedrich Hoffmann), Viktor de Kowa (Dr. Paul Dehnhardt) und Maria Landrock (Brigitte Lüders, Hoffmanns Enkelin). Ein weiteres Remake entstand mit Man müßte nochmal zwanzig sein (1958) mit Ewald Balser (Friedrich Hoffmann), Karlheinz Böhm (Dr. Paul Degenhard), und Johanna Matz (Susanne Menzel, Hoffmanns Enkelin). 

## Veröffentlichung
Im Ersten wurde der Film am 22. Mai 1999 ausgestrahlt, im ORF wurde der Film am 7. November 1999 gezeigt.

## Rezeption
Filmdienst.de bezeichnete den Film als „anspruchsloses (Fernseh-)Remake“ der Erich-Engels-Komödie Altes Herz wird wieder jung (1943). Und tvspielfilm.de urteilte: „müde Schoko-Posse“.